# Vidigueira (freguesia)
Vidigueira is een plaats (freguesia) in de Portugese gemeente Vidigueira en telt 2973 inwoners (2001).